# Sición

Mapa del Istmo de Corinto donde se aprecia la ubicación de Sición.

Sición, Sicione o Sikios (griego: Σικυών o Σεκυών) fue una antigua ciudad de Grecia situada al norte del Peloponeso, entre Corinto y Acaya. Estaba construida sobre una pequeña llanura triangular, a unos cuatro kilómetros del golfo de Corinto. Entre la ciudad y el puerto se extendían fértiles plantíos de frutales y olivos.
Su puerto se situaba en la actual Kiato, junto a la desembocadura del Helisonte y los restos de la antigua Sición se encuentran junto al pueblo que se llamaba anteriormente Vasilikó, y ha recuperado el nombre de Sición.

## Tradición mítica
El nombre primitivo de Sición fue, según refiere Estrabón, Egíalo y posteriormente se llamó Mecone, un lugar citado por Hesíodo como el sitio donde se separaron los dioses y los hombres mortales.
Según la tradición, la estirpe de los reyes de Sición sería una de las más antiguas, igualándose únicamente con la de Argos. El primer habitante de la ciudad sería el autóctono Egialeo.
El nombre de Sición derivaría de Sición, un nieto de Erecteo que se estableció en la ciudad y llegó a ser rey tras casarse con Zeuxipe, hija del rey Lamedonte.
Egialeo encabeza la lista de los reyes míticos de Sición, que finalizaría con la llegada de la Edad de Hierro y el fin de la de Bronce o Heroica, en el reinado de Lacestades.

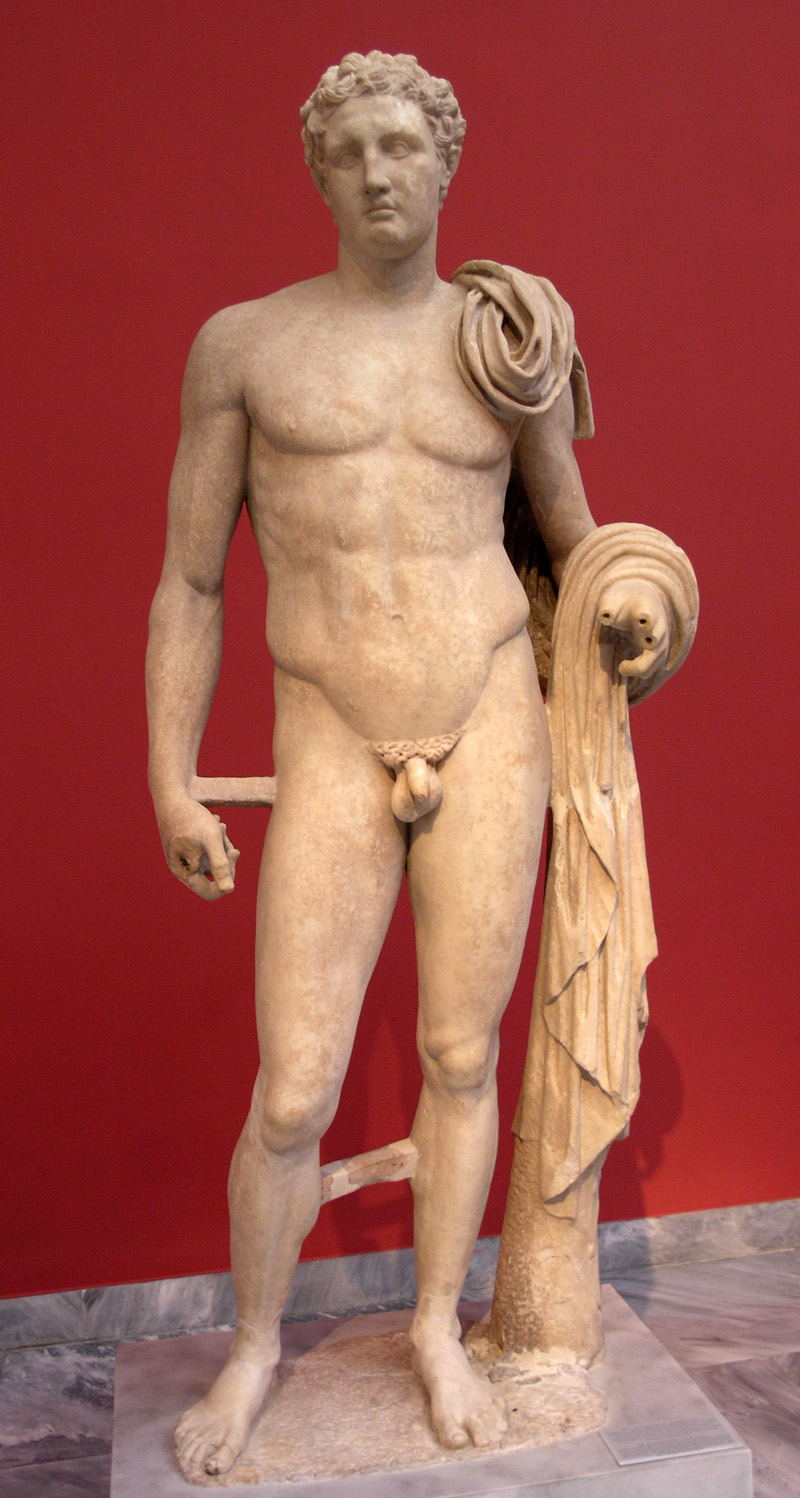
Hermes Atlante de Lisipo de Sición.

Existía también la tradición de una expedición de conquista realizada por los tebanos bajo el mando de Lico contra Sición para castigar a Epopeo y Antíope.
Homero cita a Sición en el catálogo de las naves de la Ilíada como uno de los territorios que estaba bajo el dominio de Agamenón e indica que antes había reinado Adrasto en la ciudad. También señala que en Sición vivía Equepolo, que había regalado a Agamenón una yegua para evitar tener que ir a la guerra de Troya.

## Historia

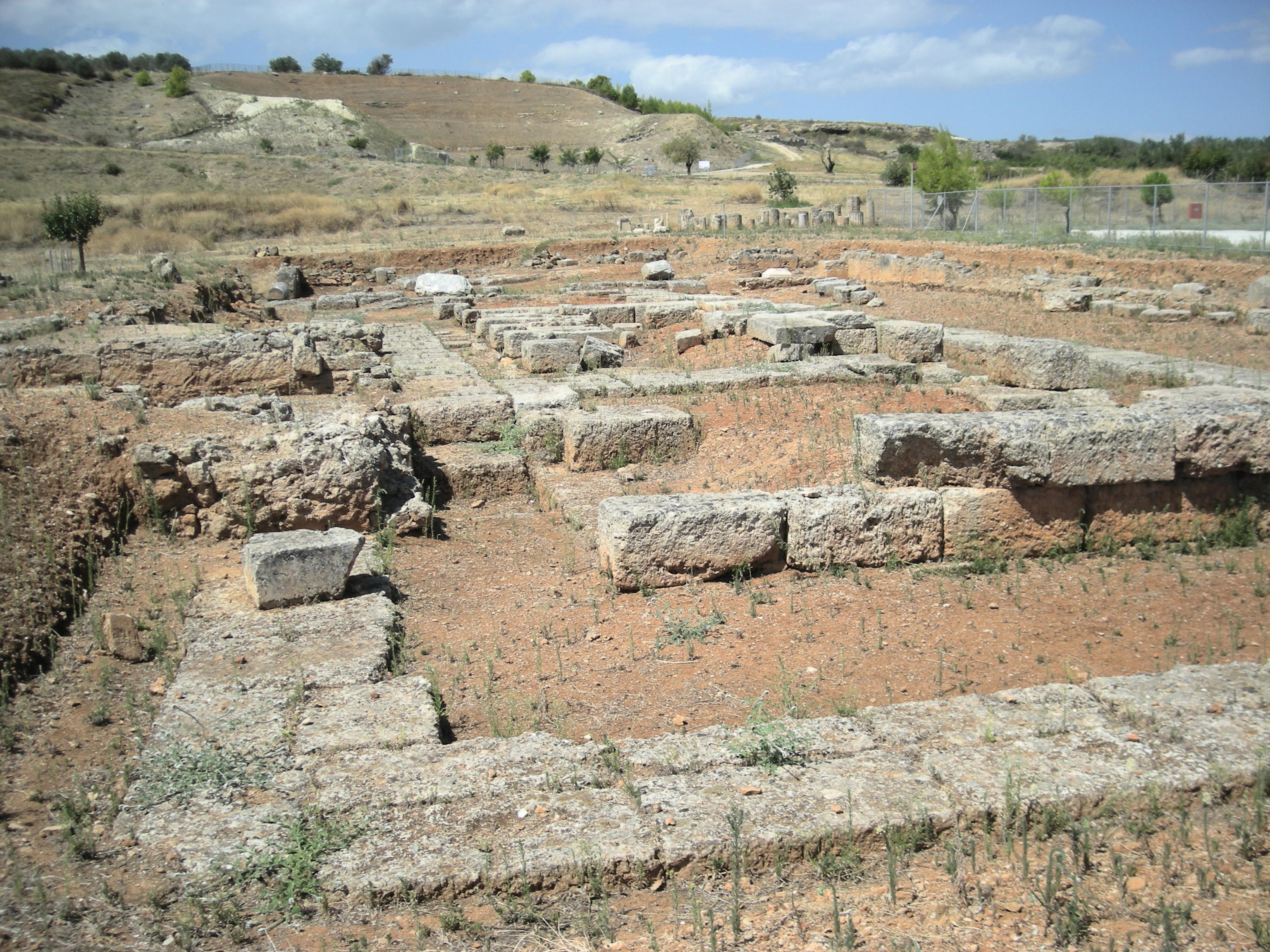
Restos de un templo de orden dórico en las ruinas de Sición.

Durante siglos Sición permaneció bajo el dominio de Argos, de donde procedían los invasores dorios, pero ya en el siglo VI a. C. se tienen indicios de plena soberanía.
Tras la invasión de los dorios la población se organizó en tres tribus dóricas y una jónica, con los mismos privilegios, además de los esclavos, que vivían en el campo y desarrollaban los trabajos agrícolas principalmente.
Los dorios se establecieron en las vertientes de las montañas dedicándose a la agricultura, mientras sus antiguos habitantes habitaron la llanura, los márgenes del río Asopo y la costa, y fueron llamados egialeos u hombres de la costa por los dorios. Estos egialeos estaban al principio excluidos de todo derecho de ciudadanía, pero tras algún tiempo la escasez de soldados dorios hizo que los egialeos sirvieran como soldados, armados con mazas.
Durante la primera guerra mesenia, a fines del siglo VIII a. C. Sición apoyó a los mesenios, al igual que Argos y Arcadia.
En torno al año 676 a. C. Ortágoras se hizo con el poder y gobernó desde entonces como tirano. Los ortagóridas, descendientes de Ortágoras, gobernaron Sición durante cien años. Este periodo de tiranía fue tan duradero debido a su moderación y a actuar conforme a las leyes. El más conocido de estos tiranos fue Clístenes, abuelo del legislador ateniense del mismo nombre, que emprendió una política hostil contra la ciudad de Argos. Cambió los nombres de las tribus dorias para que los sicionios tuvieran nombres diferentes a los argivos, reemplazó el culto que se rendía al argivo Adrasto por la veneración a su mítico rival, Melanipo, instituyó en la ciudad el culto a Dioniso y prohibió los concursos de rapsodas en Sición, porque al recitar los poemas homéricos se exaltaba continuamente a Argos y los argivos. Clístenes fue también el principal dirigente militar de la Primera Guerra Sagrada (Años 590 a. C.), en beneficio de los habitantes de Delfos.
La tiranía concluyó con la expulsión en 556 a. C. de Esquines, el último tirano, por una intervención espartana promovida por el éforo Quirón. Fueron tiranos de Sición los siguientes:
- Ortágoras (676-?)
- Mirón
- Aristónimo
- Clístenes (601-570)
- Esquines (570-566)

Tras la caída de los tiranos, las instituciones creadas por ellos les sobrevivieron por lo menos hasta el siglo VI a. C., cuando la supremacía doria se volvió a establecer, quizás por la intervención de Esparta.
Durante las guerras médicas, Sición participó enviado tropas que participaron en las batallas de Artemisio, Salamina, Platea y Mícala.

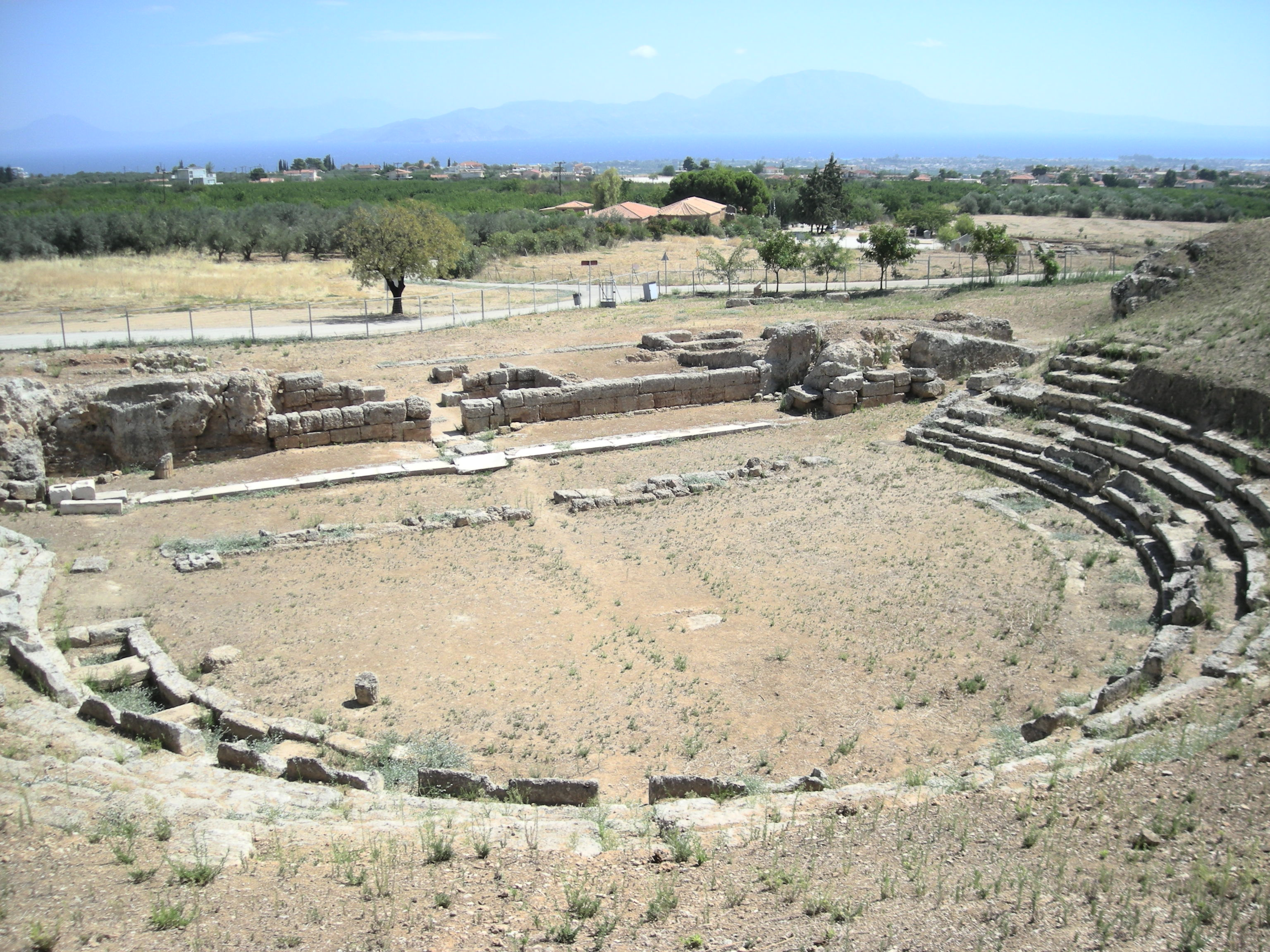
Teatro de Sición.

Al igual que ésta, Sición sufrió la rivalidad comercial de Atenas durante el siglo V a. C., y sus naves fueron continuamente atacadas y saqueadas por los barcos atenienses. Durante la guerra del Peloponeso Sición se puso, como era lógico, del lado de Esparta y Corinto, formando parte de la Liga del Peloponeso. Tras la Paz de Nicias, cuando se reanudaron las hostilidades, permaneció leal a Esparta.
También fue aliada de esta ciudad durante la guerra de Corinto, sirviendo de base de operaciones para los ejércitos lacedemonios. En la batalla de Nemea del año 394 a. C. los sicionios participaron con 1500 hoplitas.
Fue ocupada por los tebanos, tras la victoria de Epaminondas en la batalla de Leuctra (371 a. C.)
En torno a los años 369 a. C.- 366 a. C., Eufrón se hizo con el poder en Sición y sirvió de base para los ejércitos tebanos, en el exitoso ataque que esta ciudad hizo a la Liga del Peloponeso.
En el 303 a. C. fue destruida por Demetrio Poliorcetes, que la reconstruyó en una posición más fortificada.
Al siglo III a. C. pertenece otro de sus gobernantes más destacados: Arato, que introdujo a Sición en la Liga Aquea, llegó a ser el máximo dirigente de la liga y la potenció consiguiendo la adhesión de varias ciudades vecinas.
La destrucción de Corinto en 146 a. C. supuso para Sición la adquisición de nuevos territorios y la presidencia de los Juegos Ístmicos hasta que Corinto fue reconstruida. Pero ya en la época de Cicerón, la ciudad había entrado en decadencia, que se agravó con la restauración de las ciudades de Corinto y Patrás por parte del Imperio romano. En tiempos de Pausanias, Sición estaba prácticamente deshabitada debido en parte a un terremoto que tuvo lugar hacia los años 142-148 y que afectó también a Licia, Rodas y Caria.
Con el Imperio bizantino fue sede episcopal, y por el nombre que le dieron (Hellas) parece ser que se convirtió en un refugio para los griegos frente a las invasiones eslavas del siglo VIII.

## Arte
La importancia de Sición como uno de los primeros centros artísticos de Grecia aparece ampliamente contrastada por la tradición literaria.
En la época arcaica se desarrollaron en Sición los distintos movimientos artísticos por los que era conocida la ciudad en la Antigüedad. Acogió a los escultores cretenses Diponeo y Escilo y destacó en el trabajo de la madera y el bronce. Su cerámica, parecida a la corintia, se llegó a exportar hasta tierras tan lejanas como Etruria.
En Sición y en Corinto la tradición buscaba también el origen de la pintura y lo relacionaba con nombres como Teléfanes de Sición, que habría añadido particulares interiores de las figuras a los nombres de los personajes representados.
De Sición era Butades, un artista plástico que, según Plinio el Viejo, inventó el arte de hacer retratos con arcilla y también trabajó en Corinto, mientras que el escultor Lafaes, oriundo de la vecina Fliunte, esculpió en Sición un xoanon de Heracles.
En el arcaísmo maduro, el máximo artista fue Cánaco, autor en torno al 500 a. C., de muchas estatuas de bronce y mármol, y también tallista en madera y metales preciosos. Su gran estatua de bronce de Apolo Filesios en el Didimeo de Mileto fue reproducida posteriormente en un relieve de época romana: el dios desnudo, de pie, con el arco en la mano izquierda y, en la derecha un cervatillo que, según Plinio el Viejo, tenía un mecanismo que lo hacía oscilar alternativamente sobre las patas anteriores o posteriores. Partiendo de esta obra, muchos arqueólogos han intentado atribuir a Cánaco o, cuando menos a las escuela de Sición, algunas estatuillas de bronce que repiten el mismo esquema y una serie de otros hallazgos, entre los cuales algunos bronces de Hermes Crióforo (que lleva un cordero sobre las espaldas) de los museos de Boston y Atenas, y una estatuilla de Zeus hallada en Olimpia.
Durante el siglo IV a. C. Sición alcanzó su cenit como centro artístico: sus escuelas de pintura alcanzaron fama por Eupompo, y atrajeron a los grandes maestros Pánfilo y Apeles. Su escultura alcanzó el máximo nivel con Lisipo y sus alumnos.

### Lugares notables en la Antigüedad
Los restos existentes en la ciudad de Vasiliko, corresponden a la nueva ciudad construida en el 303 a. C. por Demetrio Poliorcetes en una posición más elevada, cerca de la acrópolis de la ciudad antigua.
Pausanias describió detalladamente los lugares más destacados de Sición. En el camino de Corinto a Sición destaca varias tumbas y una cueva con una fuente donde brotaba agua del techo. En la acrópolis estaba el santuario de Tique Acrea y otro de los Dioscuros, con xoanas como imágenes. Al pie de la acrópolis se encontraba el teatro y un templo de Dioniso con una imagen de oro y marfil e imágenes de bacantes de mármol. Del teatro se conservan los peldaños inferiores de la cavea, la orchestra semicircular y los cimientos del escenario. Fue excavado entre 1889 y 1891 por la Escuela Americana de Estudios Clásicos de Atenas y reordenado en 1952 por la Sociedad Arqueológica de Atenas. Su construcción es de principios del siglo III a. C.
Entre el templo de Dioniso y el ágora se hallaba un templo de Ártemis. En el ágora estaba el santuario de Peito, cuya tradición decía que había sido construido por Preto en el lugar donde sus hijas dejaron de estar locas. Allí se encontraba la que se creía que era la lanza con la que Meleagro había matado al jabalí de Calidón y las supuestas flautas de Marsias. Al lado de este templo había un recinto consagrado a los emperadores romanos y delante de este estaba un heroon de Arato. Cerca de él se encontraba un ara dedicada a Poseidón e imágenes de Zeus y Artemisa. Había un buleuterion y un pórtico que había mandado construir Clístenes con el botín que obtuvo en la primera guerra sagrada. El pórtico , con más de 105 m de longitud, columnas dóricas en la fachada y jónicas en el interior, estaba dividido en el fondo en 20 pequeñas estancias. El buleuterio, de 41 x 40,5 m, era un edificio hipóstilo, que conserva en el centro la tribuna de los oradores.
En el ágora se hallaban también una estatua de Zeus de bronce obra de Lisipo y otra de Artemisa. Cerca del ágora estaba el santuario de Apolo y estatuas de unas mujeres, de Heracles —esta realizada por Lisipo— y de Hermes Agoreo. En sus proximidades se hallaba el gimnasio, con una estatua de mármol de Heracles obra de Escopas. El gimnasio formado pro dos edificios rectangulares de época distinta, estaba dispuesto en dos niveles y formaba un conjunto casi cuadrado de 69 x 72 m. Fue construido por Clinias, padre de Arato. Había también un santuario de Heracles con una xoana hecha por Lafaes de Fliunte. Desde el santuario de Heracles partía un camino hacia el santuario de Asclepio donde había diversas estatuas. La estatua de Asclepio era de oro y marfil. Cerca de este templo había un recinto consagrado a Afrodita con una estatua de Antíope y un santuario de Afrodita con una imagen realizada por Cánaco. Entre este santuario y el gimnasio se hallaba un santuario de Artemisa Ferea. Entre este lugar y la puerta denominada Sagrada había un templo de Atenea, que es también citado por Ateneo de Náucratis. Cerca estaban un santuario de Apolo y Artemisa y otro de Hera que se creía que había sido fundado por Adrasto detrás del cual se hallaban dos aras, consagradas a Pan y a Helios. Entre estos lugares y la llanura se hallaba un santuario de Deméter. Tras el santuario de Hera fundado por Adrasto había un templo de Apolo Carneo y otro de Hera Prodromia. Varios de estos edificios estaban en ruinas en tiempo de Pausanias.